# Kuianivka, Bilopillea
Kuianivka (în ucraineană Куянівка) este localitatea de reședință a comunei Kuianivka din raionul Bilopillea, regiunea Sumî, Ucraina.

## Demografie
Componența lingvistică a localității Kuianivka
     Ucraineană (94,83%)
     Rusă (4,05%)
     Alte limbi (0,94%)
Conform recensământului din 2001, majoritatea populației localității Kuianivka era vorbitoare de ucraineană (94,83%), existând în minoritate și vorbitori de rusă (4,05%).